# Živa Deu
Živa Deu (r. Briški), slovenska arhitektka in profesorica, * 1951.
Diplomirala je leta 1976 na Fakulteti za arhitekturo Univerze v Ljubljani, kjer je leta 1997 tudi doktorirala. Leta 2014 je postala prva redna profesorica na ljubljanski arhitekturni fakulteti.

## Nagrade in priznanja
- 2018: Nagrada Mirka Šubica za življenjsko delo pri raziskovanju, ohranjanju in predstavljanju slovenske podeželske stavbne dediščine[3]